# Гринишин Олександр Ярославович
Олександр Ярославович Гринишин (нар. 29 вересня 1990) — український футболіст, захисник.

## Життєпис
Вихованець львівських «Карпат», за молодіжну команду якої виступав до 2007 року. З 2007 року переведений до складу дорослої команди «зелено-білих», в складі якої не зіграв жодного офіційного поєдинку. Виступав за дубль львів'ян (2 поєдинки). Для отримання ігрової практики був переведений до фарм-клубу «левів», «Карпат-2». Дебютував за другу команду «карпатівців» 19 серпня 2007 року в програному (0:3) виїзному поєдинку 4-о туру групи А Другої ліги проти ФК «Коростень». Олександр вийшов на поле на 90-й хвилині, замінивши Володимира Бідловського. У складі «Карпат-2» зіграв 9 матчів у Другій лізі.
У 2008 році виїхав до Польщі, де протягом наступних півтора сезони захищав кольори нижчолігового клубу «Спартакус» (Шароволя), у футболці якого зіграв 23 матчі в польській першості. У 2010 році повернувся до України, де виступав в аматорському клубі «Куликів». Того ж року знову виїхав до Польщі, де захищав кольори іншого нижчолігового клубу, «Полонія» (Перемишль), у складі якого зіграв 13 поєдинків.
Напередодні початку сезону 2011/12 років перейшов у ФК «Львів». Дебютував у футболці «городян» 1 серпня 2011 року в програному (0:1) домашньому поєдинку 3-о туру Першої ліги проти охтирського «Нафтовика-Укрнафти». Гринишин вийшов на поле в стартовому складі та відіграв увесь матч. У футболці «Львова» зіграв 12 матчів. Під час зимової перерви сезону 2011/12 років залишив розташування команди.
Після відходу зі Львова перейшов до іншої західноукраїнської команди, тернопільської «Ниви». Дебютував у футболці тернопільського колективу 7 квітня 2012 року в переможному (4:2) виїзному поєдинку 17-о туру групи А Другої ліги проти южненської «Реал Фарми». Олександр вийшов на поле в стартовому складі та відіграв увесь матч, а на 66-й хвилині отримав жовту картку. Дебютним голом на професіональному рівні відзначився 9 травня 2012 року на 57-й хвилині переможного (1:0) домашнього поєдинку 23-о туру групи А Другої ліги проти моршинської «Скали». Гринишин вийшов на поле в стартовому складі та відіграв увесь матч. У складі «Ниви» зіграв 15 матчів та відзначився 1 голом.
Під час зимової перерви сезону 2012/13 років підсилив черкаський «Славутич». Дебютував за черкащан 21 квітня 2013 року в нічийному (1:1) виїзному поєдинку 3-о туру групи 1 Другої ліги проти тернопільської «Ниви». Гринишин вийшов на поле на 79-й хвилині, замінивши Євгена Ушакова. У футболці славутича відіграв 4 поєдинки в Другій лізі. По завершенні сезону залишив розташування черкащан У 2014 році відіграв 7 матчів в аматорському клубі «Галичина» (Великий Дорошів), також зіграв за команду в 1-у поєдинку кубку України. З 2015 по 2017 рік виступав у нижчоліговому словацькому клубі «Вранов-над-Топльоу» (80 матчів, 3 голи).
Під час зимової перерви сезону 2017/18 років повернувся до ФК «Львів». Дебютував після повернення за нову команду 1 квітня 2018 року в переможному (2:0) домашньому поєдинку 20-о туру Другої ліги проти тернопільської «Ниви». Олександр вийшов на поле в стартовому складі, на 16-й хвилині отримав жовту картку, на 87-й хвилині відзначився голом, а на 90-й хвилині його замінив Олександр Романчук. У складі львів'ян зіграв 9 матчів та відзначився 1 голом.